# Wenceslau Dutrem i Solanich
Wenceslau Dutrem i Solanich   (Mieres, Garrotxa, 11 d'abril de 1877 - Ciutat de Mèxic, Mèxic, 16 de juny de 1957) va ser un capellà, barber, farmacèutic, químic i anarquista català.

## Infància
Wenceslau Luis i Agustín Dutrem Solanich fou nascut a Mieres (la Garrotxa) l'any 1877. Era fill de Jaume José Antonio Casademont Dutrem (1846-1921) i Elionor Rosalia Ramona Solanich Masoliver (1845-?)
Com a fill major d'una família amb fortes conviccions religioses, es va veure obligat a fer-se capellà, de la mateixa manera que la seva germana major va ser obligada a fer-se monja. Va deixar el sacerdoci després de la mort del seu pare, quan la família va perdre la majoria dels seus béns, que el difunt va llegar a mans eclesiàstiques. Va mantenir-se, com els seus cinc germans, exercint l'ofici de barber fins que va obtenir la llicenciatura de Farmàcia.
Va residir a Castellbell i el Vilar, on va exercir com a farmacèutic des del 1919 al 1922 i es va casar amb Ángela Dominguez i Ortelli Barelli. El matrimoni va tenir tres fills, Eliseu (advocat i farmacèutic), Wenceslau (metge i farmacèutic) i Marta Dutrem (advocada).
Va ser amo d'un farmàcia a Barcelona amb laboratori propi la qual estava al número 50 del carrer de Sant Pere on es van formular diversos productes de certa fama com l’Erotyl a jutjar per la publicitat de l'època.

## Farmàcia i medicina[calcitació]
Wenceslau va exercir de farmacèutic a diverses poblacions catalanes, entre elles Olot, Lés i Castellbell i el Vilar, abans d'instal·lar-se a Barcelona novament, on obrí una farmàcia al número 50 del carrer de Sant Pere Més Alt. En aquesta farmàcia va instal·lar el seu laboratori i va vendre l'Erotyl a partir de mitjan de la dècada de 1920. Era un producte car, que es venia a 21,75 pessetes. Però prometia la joventut eterna i s'assegurava que hom podia prendre'l amb «la major i la més absoluta confiança per ésser completament inofensiu».
L'Erotyl va gaudir d'una gran popularitat a la Barcelona de finals de la dècada de 1920 i principis de la de 1930. S'anunciava sobretot a les anomenades «publicacions sicalíptiques», com ara La Tuies i el Papitu, però també se'n parlava a setmanaris satírics com El Be Negre. Al Papitu era habitual que, damunt de l'anunci, es publiqués un acudit que fes referència a l'Erotyl i que no sempre eren políticament correctes. Com es pot comprovar, Dutrem també fabricava d'altres productes, com la Ginelasa-Vaginoides, el Gonicideol i els Antilueticos Dutrem, tots ells relacionats amb l'activitat sexual.

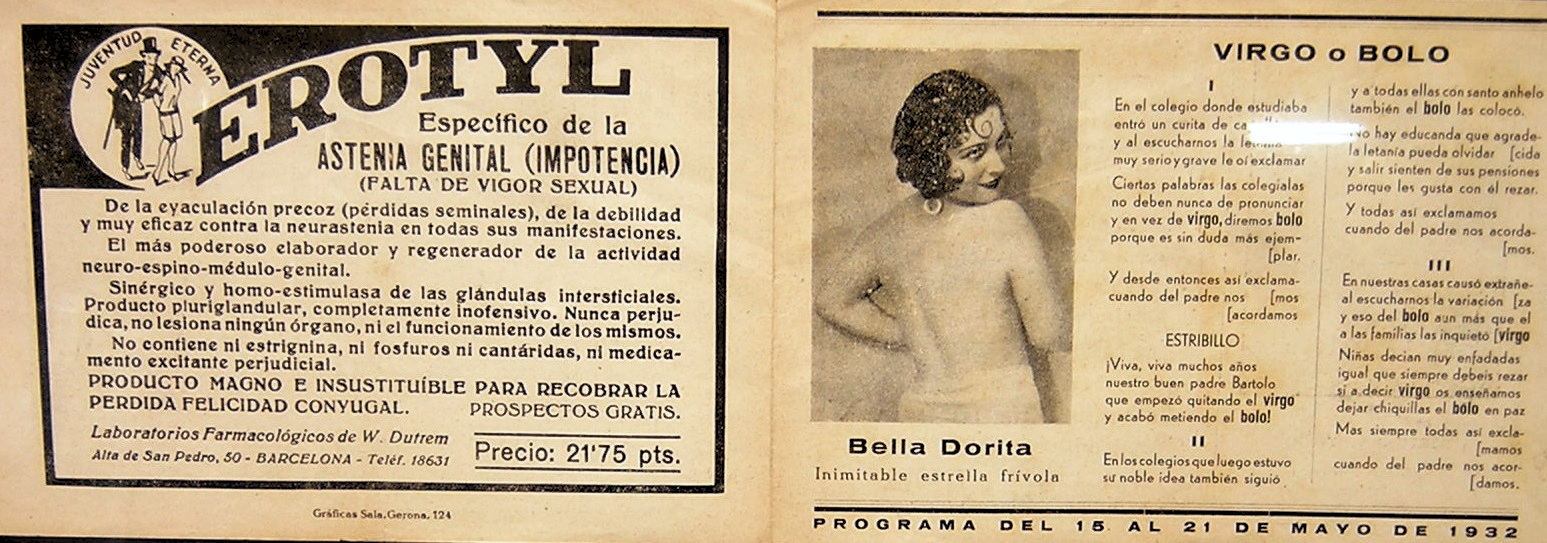
Cantant i ballarina Bella Dorita, posa en un anunci de les farmàcies Dutrem promocionant I'Erotyl, Maig de 1932

També s'anunciava en programes de mà que repartien els music-halls i altres locals de diversió, de vegades compartint protagonisme amb la Bella Dorita.

## Anarquisme[calcitació]
Wenceslau Dutrem estava molt en desacord amb la monarquia, i en aquest context extremista i propagandístic és on cal situar l'atemptat contra Alfons XIII el 31 de maig del 1906, quan la comitiva nupcial va ser atacada amb una bomba llançada per l'anarquista Mateu Morral. El «Dutrem Semovich» dels relats dels literats modernistes espanyols no era altre que Wenceslau Dutrem i Solanich.

### Vida a Catalunya[calcitació]
Solia vendre medicaments per Espanya i França, en un temps en què els medicaments russos i polonesos tenien molta demanda. Com sabia expressar-se en rus i en alemany, es feia passar per rus, o per polonès presentant-se com a Wenceslau Semovich, en lloc de Solanich. L'escriptor Suara va esmentar en un article que estava molt sorprès «de veure un anarquista que tenia un laboratori farmacèutic» i va propiciar la discussió de si un anarquista podia guanyar diners o no, dient que a la reunió hi havia l'autor de l'atemptat reial.

## Guerra Civil i exili[calcitació]

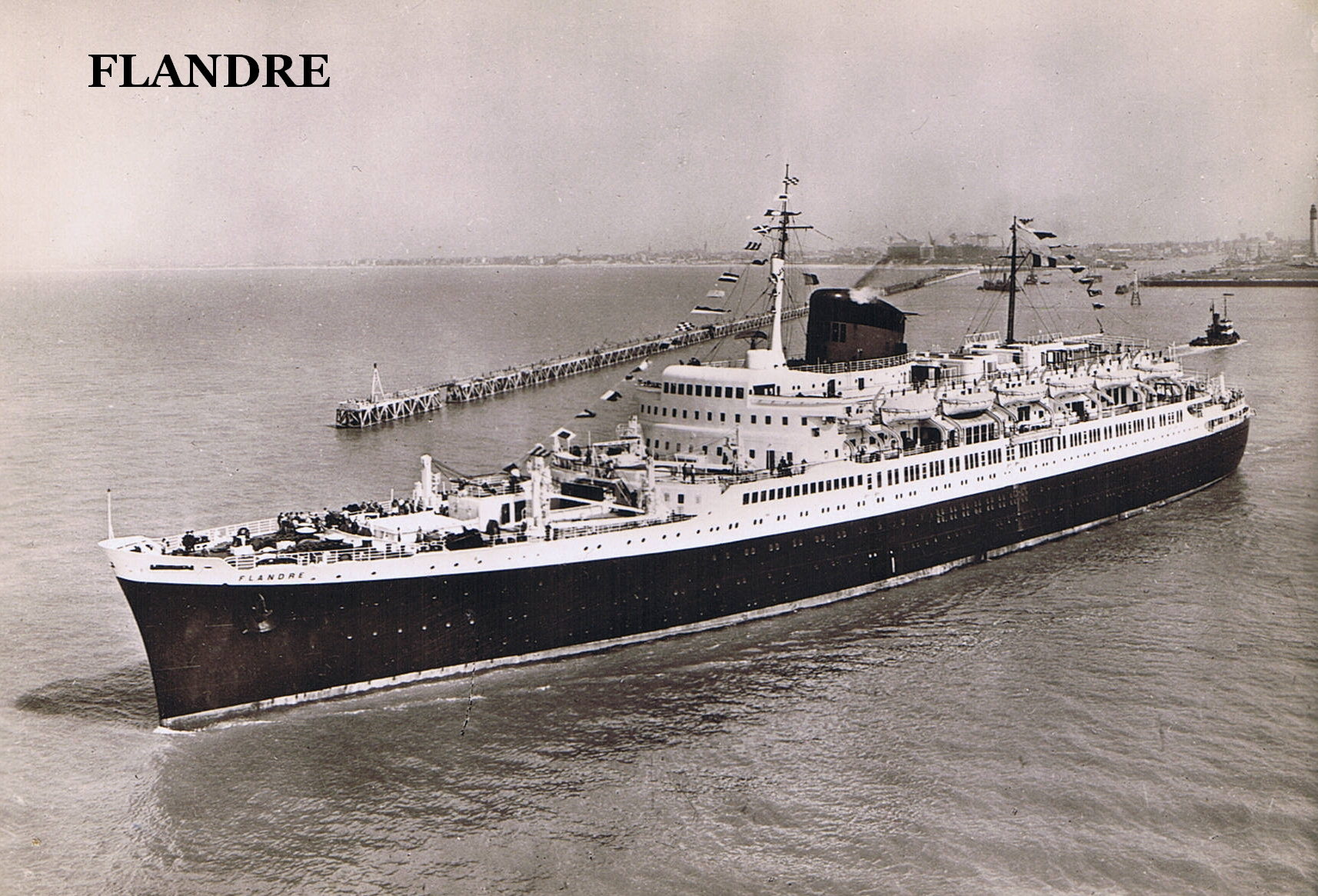
S.S Flandre

Quan va esclatar la Guerra Civil espanyola Dutrem i la seva esposa eren amb la seva filla Marta a Mallorca, des d'on van marxar a París (França). Els dos fills grans (Wenceslau i Eliseu) es van quedar a Espanya i uns mesos després es van trobar a París per després marxar a l'exili a Mèxic. Des de França van viatjar a l'exili mexicà a bord del vapor Flandre. L'1 de novembre de 1938 van arribar a terres mexicanes, al port de Veracruz. Dutrem va ser beneficiari del Servei d'Evacuació de Refugiats Espanyols (SERE). En arribar a Mèxic va haver de començar de nou i allà va fundar els Laboratoris Farbar, empresa en la qual van treballar també els seus tres fills. Mentrestant, a Espanya, va ser jutjat a Barcelona pel Jutjat núm. 2 de Responsabilitats Polítiques.

## Mort
Wenceslau Dutrem i Solanich va morir a les 14.20 del 16 de juny de 1957 a Ciutat de Mèxic, a l'edat de vuitanta anys, a causa d'una insuficiència cardíaca i esclerosi cerebral.

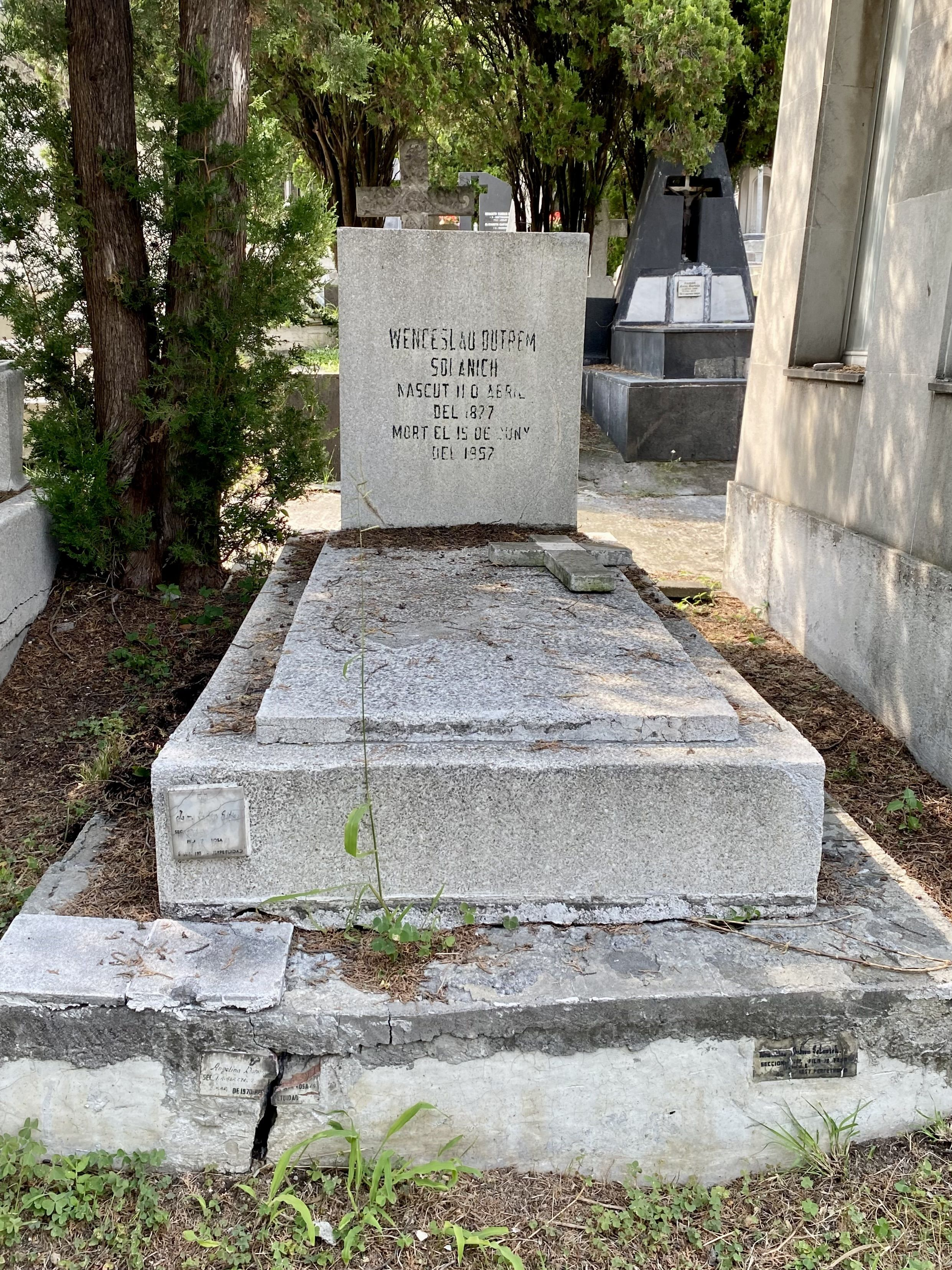

El seu cos va ser sepultat al Panteón Jardín el 1957 a Ciutat de Mèxic.